# Kopparhuvad smaragd
Kopparhuvad smaragd (Microchera cupreiceps) är en fågel i familjen kolibrier.

## Utseende
Kopparhuvad smaragd är en liten kolibri med tydligt nedåtböjd näbb. Hanen är mest grönglittrande, med kopparfärgad hjässa och vita yttre stjärtpennor. Honan har en liknande dräkt men undersidan är vit.

## Utbredning och systematik
Fågeln förekommer i högländerna i norra och centrala Costa Rica. Den behandlas som monotypisk, det vill säga att den inte delas in i några underarter.

### Släktestillhörighet
Arten placeras traditionellt i släktet Elvira tillsammans med vitstjärtad smaragd, men genetiska studier visar att de står mycket nära snöhättan (Microchera albocoronata) och har därför inkluderats i Microchera.

## Levnadssätt
Kopparhuvad smarafd hittas i skogar och skogsbryn. Den ses vanligen enstaka, men hanar kan samlas under spelet.

## Status
Kopparhuvad smaragd har ett begränsat utbredningsområde, men beståndet anses vara stabilt. IUCN kategoriserar arten som livskraftig. Världspopulationen uppskattas till mellan 20 000 och 50 000 vuxna individer.

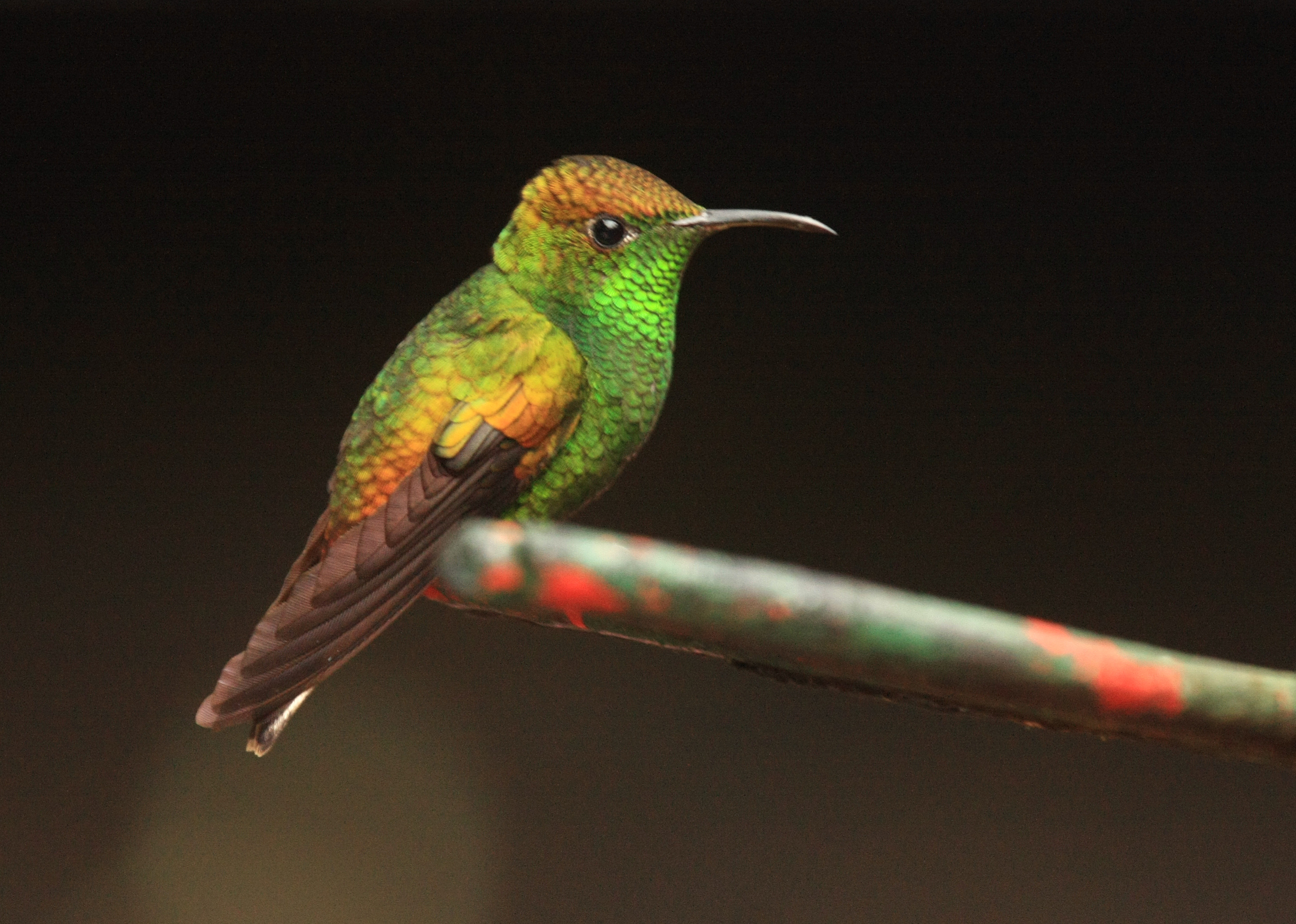
En hona från Costa Rica